# Acanthophis laevis
Acanthophis laevis är en ormart som beskrevs av Macleay 1878. Acanthophis laevis ingår i släktet Acanthophis och familjen giftsnokar och underfamiljen havsormar. Inga underarter finns listade i Catalogue of Life.
Arten förekommer på Nya Guinea. Honor lägger inga ägg utan föder levande ungar. Denna orm lever i låglandet och i bergstrakter upp till 1800 meter över havet. Den hittas även på några små öar i samma region. Habitatet varierar mellan regnskogar, savanner med trädgrupper och odlingsmark. Exemplaren är nattaktiva och gömmer sig på dagen under bråte. Födan utgörs av ödlor, små gnagare och kanske groddjur.
För beståndet är inga hot kända. Hela populationen anses vara stabil. IUCN listar arten som livskraftig (LC).